# Insat-4A
Insat-4A ist ein indischer Mehrzwecksatellit, der für Rundfunk und Telekommunikation genutzt wird. Der Start erfolgte am 21. Dezember 2005 mit einer Ariane 5GS um 23:33 MEZ vom Weltraumbahnhof Centre Spatial Guyanais; weitere Nutzlast an Bord war der ESA-Wettersatellit MSG 2.
Er ist der erste von sieben Satelliten der Insat-4-Serie.
Insat-4A soll die Fernsehdienstleistung Direct-to-Home in Indien einführen. Mit knapp 3100 Kilogramm ist es auch der schwerste Satellit, den die ISRO bisher gestartet hat.
Insat-4B ist baugleich mit Insat-4A. Eine Ariane 5-Trägerrakete und ein 440-Newton-Apogäumsmotor brachten ihn am 11. März 2007 auf einen geostationären Orbit bei 93.5° Ost.
Im Juli 2010 fiel ein Solarzellenausleger von Insat-4B aus. Seitdem ist der Satellit nur noch eingeschränkt funktionsfähig. Am 29. September 2010 äußerte der Computersicherheitsexperte Jeffrey Carr den begründeten Verdacht, dass dieser Ausfall durch den SPS-Wurm Stuxnet verursacht worden sein könnte.

## INSAT-Anwendung
- Nachrichtentechnik
- Fernsehen
- Suche und Rettung von Menschen
- Meteorologie
- Radionetzwerkanschluss